# Ghali Jesqalijew
Ghali Näschimedenuly Jesqalijew (kasachisch Ғали Нәжімеденұлы Есқалиев, russisch Гали Нажмеденович Искалиев Gali Naschmedenowitsch Iskalijew; * 6. Februar 1970 in Talowka, Kasachische SSR) ist ein kasachischer Politiker. Seit Juni 2019 ist er Gouverneur von Westkasachstan.

## Leben
Ghali Jesqalijew wurde 1970 im Dorf Talowka im heutigen Bezirk Schänibek in Westkasachstan geboren. Sein Vater ist der Politiker Näschimeden Jesqalijew. Er erlangte 1993 einen Abschluss am Landwirtschaftlichen Institut Westkasachstan. 2009 folgte ein weiterer Abschluss in Wirtschaftswissenschaften an der Almaty Management University.
Seine berufliche Laufbahn begann er nach seinem Hochschulabschluss in einem landwirtschaftlichen Betrieb, bevor er ab 1994 bei der Bank TuranAlem arbeitete. Hier durchlief er verschiedene Positionen bis hin zum Abteilungsleiter der Bank in Westkasachstan. Von 1998 bis 2003 war er Direktor der Zweigstelle der Temirbank in Oral. Von Januar 2003 bis Februar 2004 leitete er die Abteilung für Unternehmensförderung und -entwicklung von Westkasachstan. Von Februar 2004 bis Juni 2006 war er Leiter eines regionalen Investitionszentrums. Ab Juni 2006 war Jesqalijew bei der kasachischen Entwicklungsbank tätig, wo er ab März 2008 stellvertretender Vorstandsvorsitzender und ab Juni 2009 dann Vorstandsvorsitzender war.
Ab März 2012 bekleidete er mit dem Posten des stellvertretenden Gouverneurs des Gebietes Schambyl zum ersten Mal ein politisches Amt. Ab Juni 2014 war er stellvertretender Gouverneur des Gebietes Aqtöbe. Dieses Amt bekleidete er jedoch nur bis September desselben Jahres. Ab dem 18. Januar 2019 war er stellvertretender Gouverneur von Westkasachstan. Seit dem 13. Juni 2019 ist er Gouverneur von Westkasachstan.